# Postschizotherium
Postschizotherium (лат.) — род вымерших очень крупных даманов из семейства плиогирацид (Pliohyracidae). Параметры Postschizotherium chardini: длина — 145 см, высота — 70 см, вес примерно 80 кг. Ископаемые остатки Postschizotherium найдены в отложениях с плиоцена по плейстоцен на территории Западного Забайкалья (Postschizotherium cf. chardini), на Тибетском нагорье (P. tibetensis) и в Северном Китае (P. chardini, P. licenti, P. intermedium). Это были наземные растительноядные животные.

## Виды
По данным сайта Paleobiology Database, на март 2024 года в род включают следующие виды:
- † Postschizotherium chardini Koenigswald, 1932
- † Postschizotherium intermedium Koenigswald, 1966
- † Postschizotherium licenti Koenigswald, 1966
- † Postschizotherium tibetensis Zong, 1996